# Franz Ekkamp

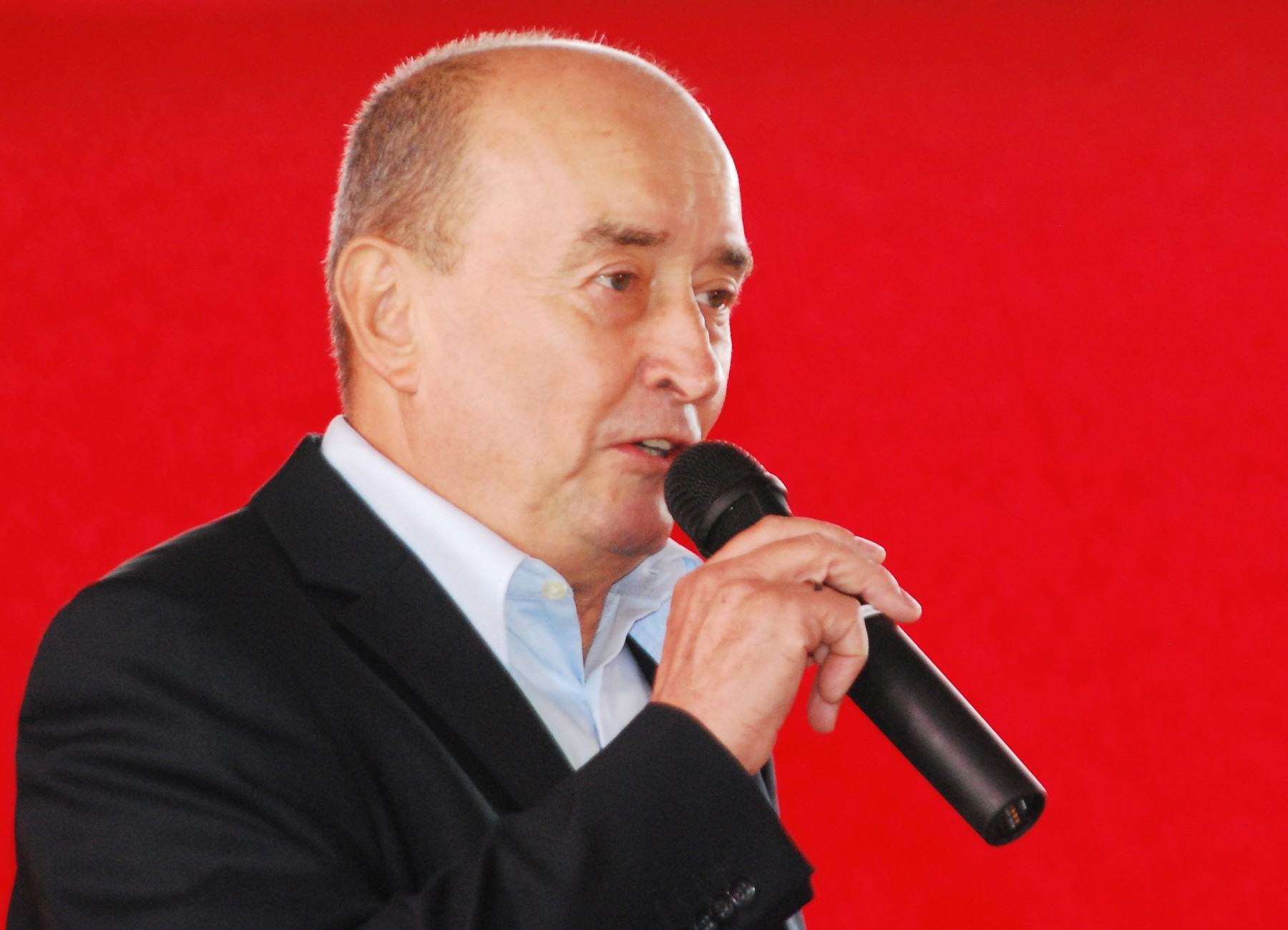
Franz Ekkamp

Franz Ekkamp (* 13. Oktober 1950 in Wien) ist ein österreichischer Politiker (SPÖ) und war von März 1995 bis November 2015 Abgeordneter zum Wiener Landtag und Mitglied des Wiener Gemeinderats. 

## Schulische und berufliche Laufbahn
Nach seiner Schulbildung begann Ekkamp 1965 eine Lehre bei der Firma Siemens. Nach dem Abschluss seiner Lehre war er bei Siemens als Facharbeiter und Betriebsrat tätig. 

## Politische Laufbahn
Franz Ekkamp ist seit 1971 Mitarbeiter der SPÖ. 1987 wurde er in die Bezirksvertretung Döbling gewählt. Seit 1991 ist er Mitglied des Bezirksparteivorstands. Im Jänner 1994 stieg Ekkamp vom einfachen Bezirksrat zum Klubobmann der SPÖ in der Döblinger Bezirksvertretung auf. Im März 1995 wechselte er in den Wiener Landtag und Gemeinderat. Ekkamp vertrat seitdem die SPÖ in Landtag und Gemeinderat und war in der 18. Wahlperiode im Ausschuss „Finanzen, Wirtschaftspolitik und Wiener Stadtwerke“, im Ausschuss „Integration, Frauenfragen, KonsumentInnenschutz und Personal“ sowie im Unvereinbarkeitsausschuss tätig.

## Privates
Franz Ekkamp ist verheiratet und hat eine Tochter.